# Espícula (astronomia)

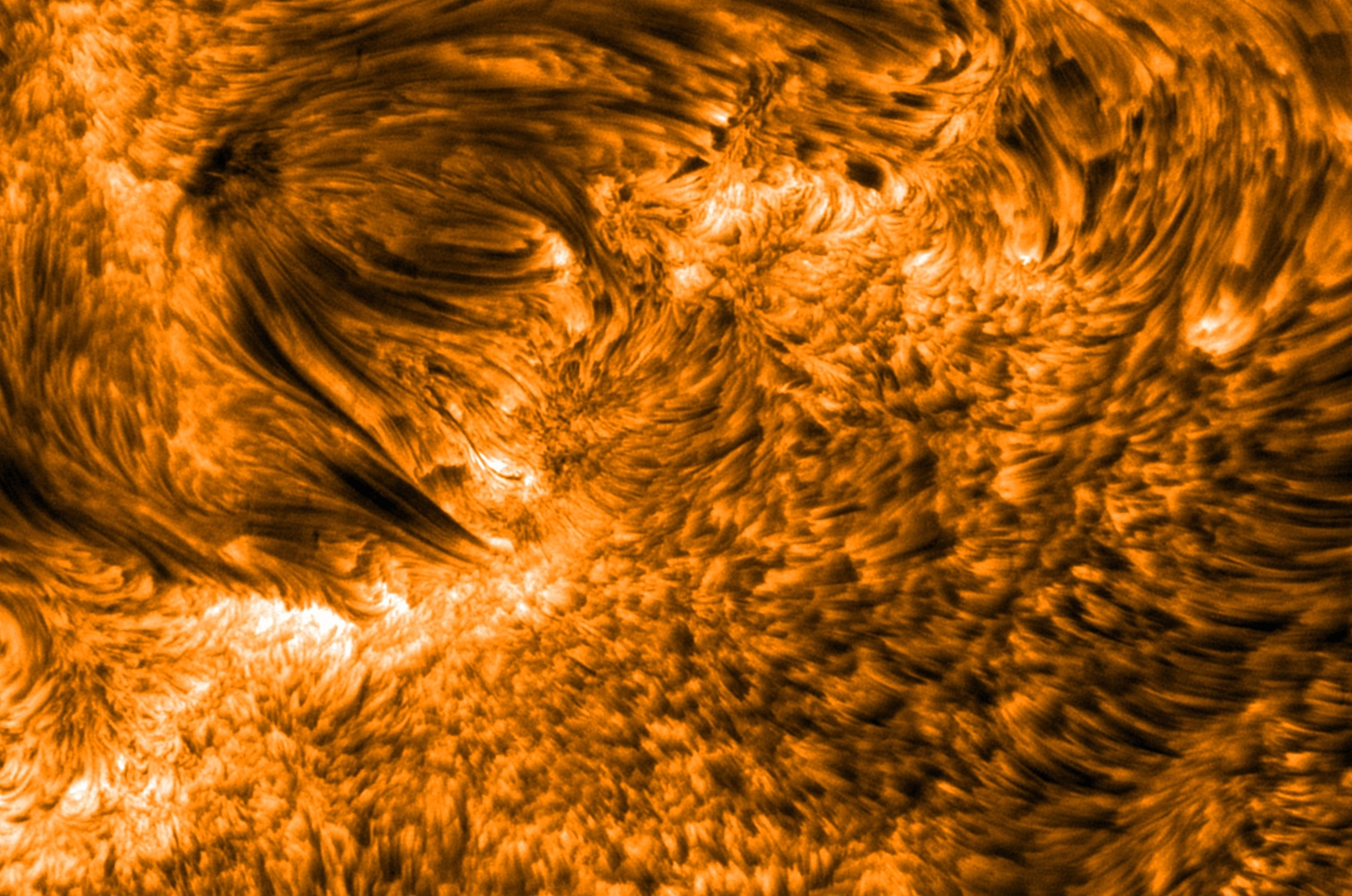
Espículas, visíveis como tubos negros.

Espículas são jatos dinâmicos de cerca de 500 km de diâmetro no Sol. Movem-se para cima à uma velocidade de 20 km/s da fotosfera. Foram descobertas em 1877 por Angelo Secchi.